# Droga Świętej Faustyny w Kiekrzu

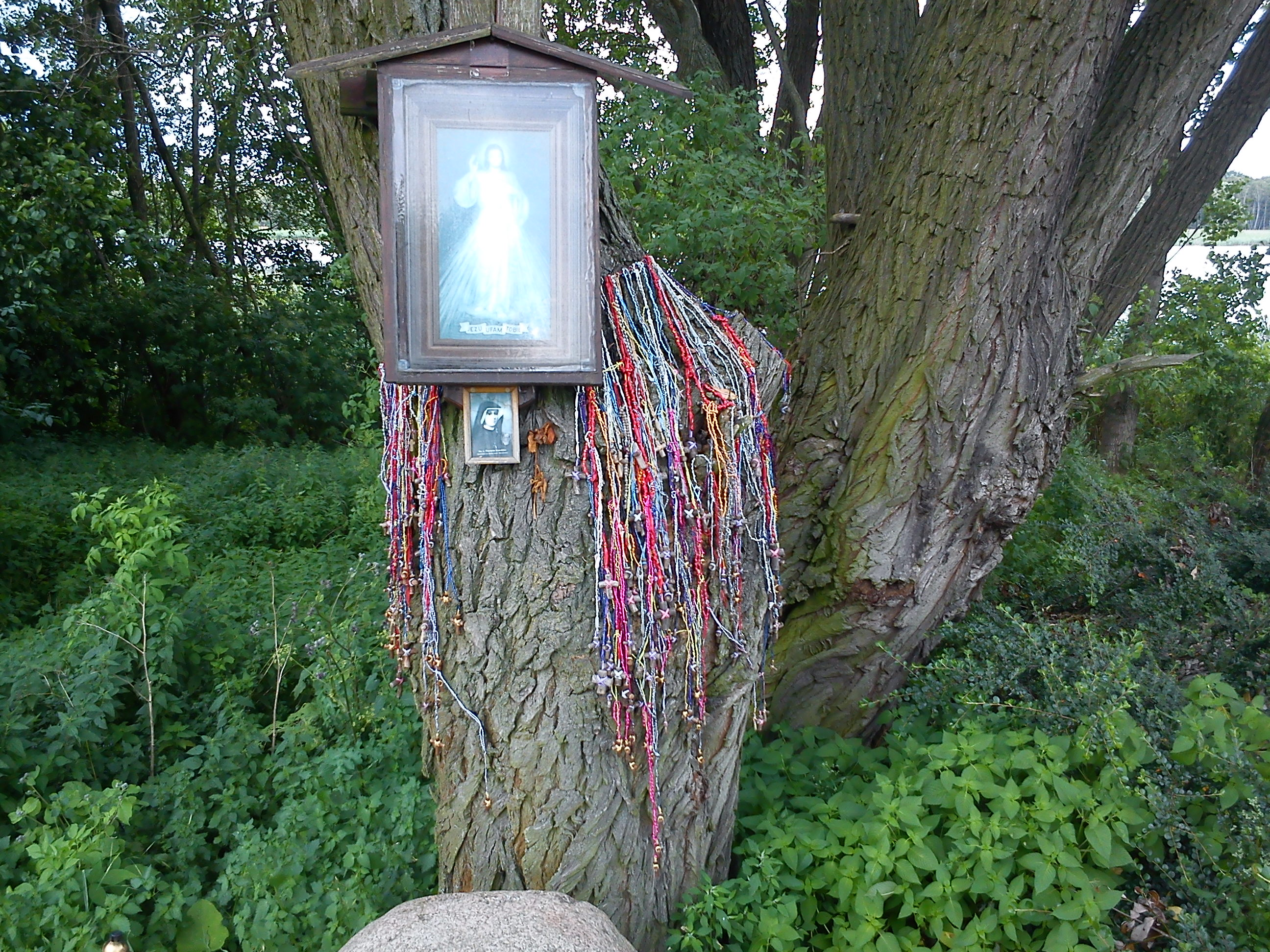
Drzewo objawienia

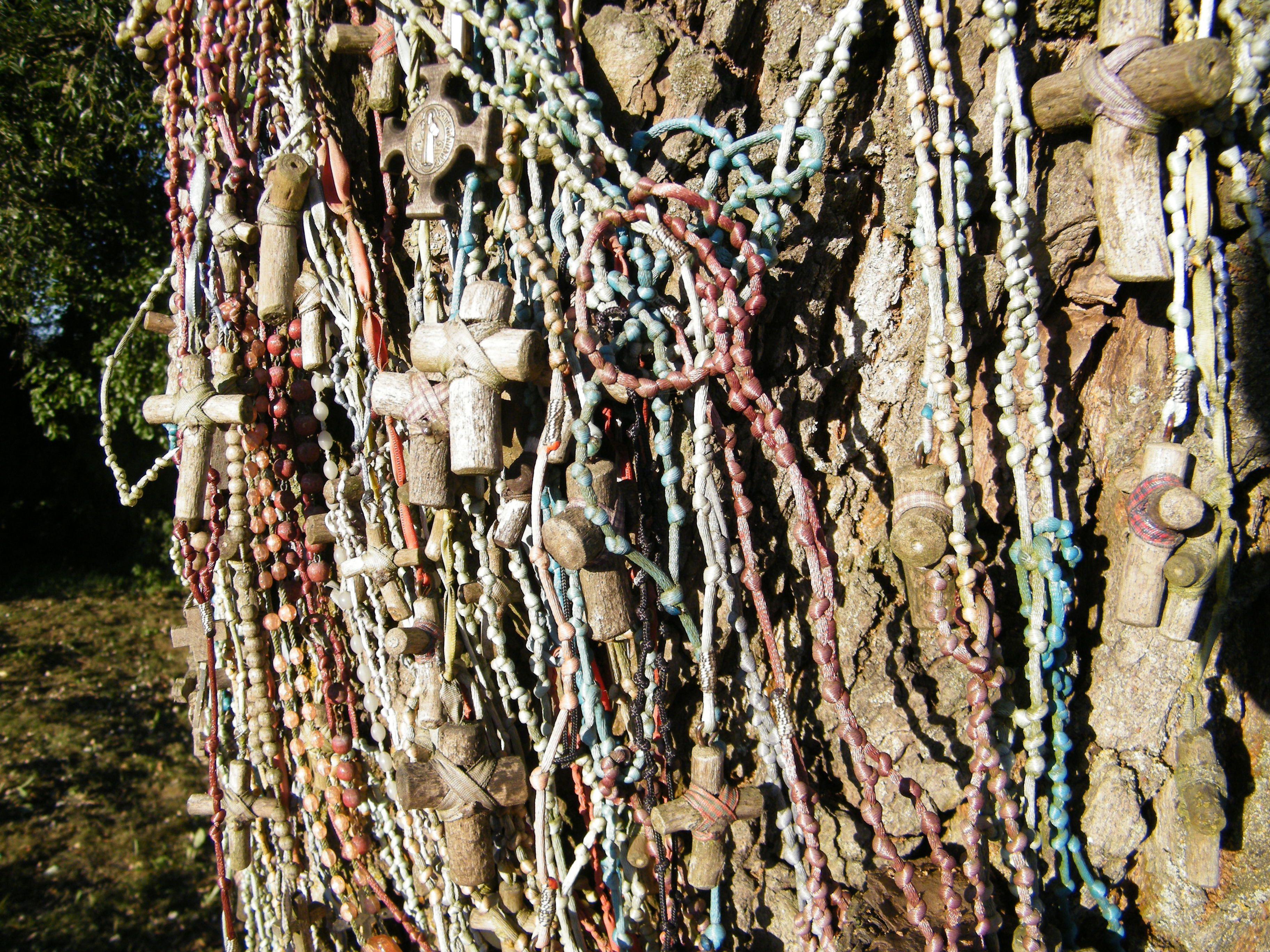
Różańce na drzewie rosnącym w miejscu objawienia się Jezusa świętej Faustynie w lipcu 1929 r.

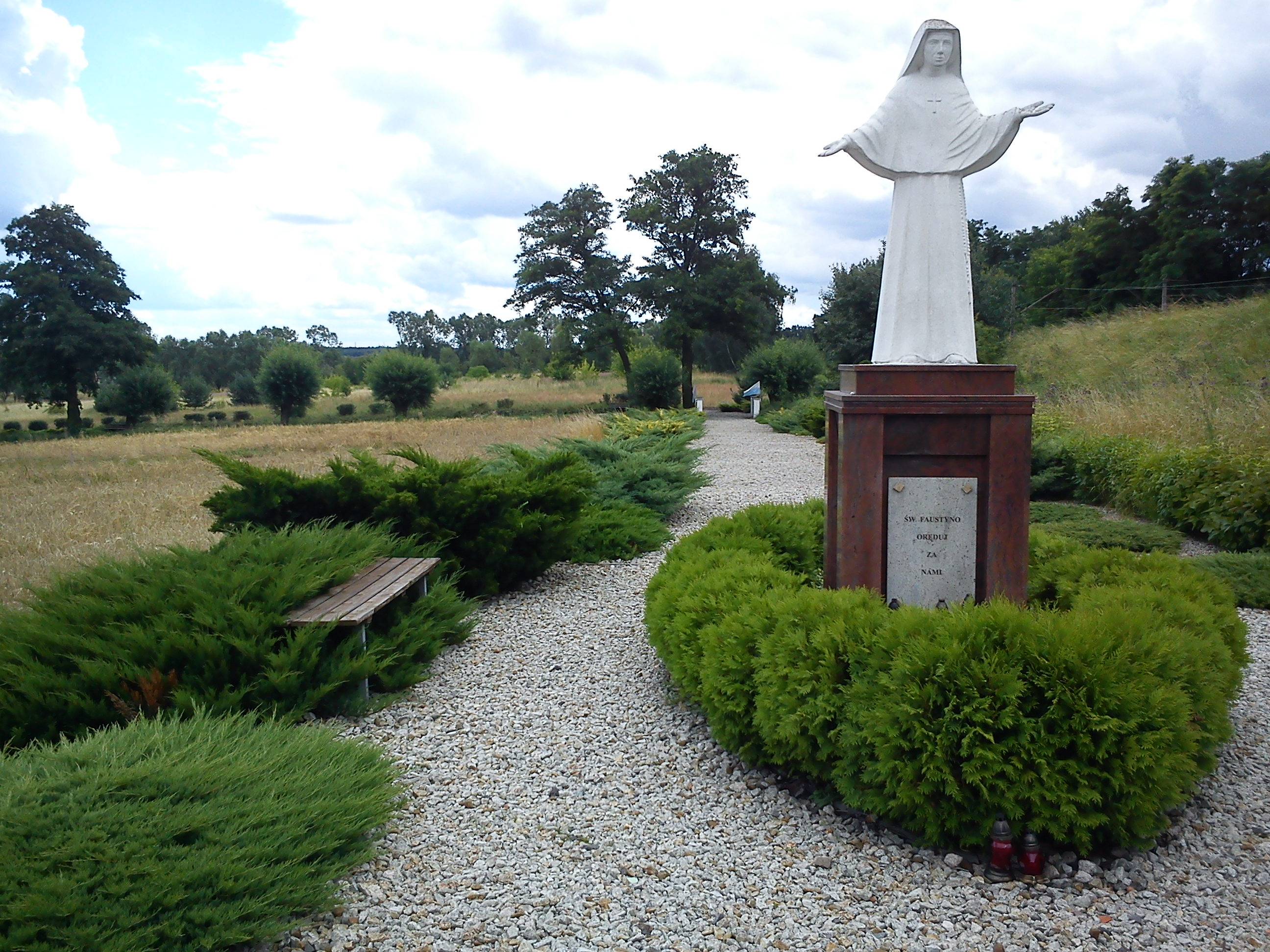
Figura św. Faustyny

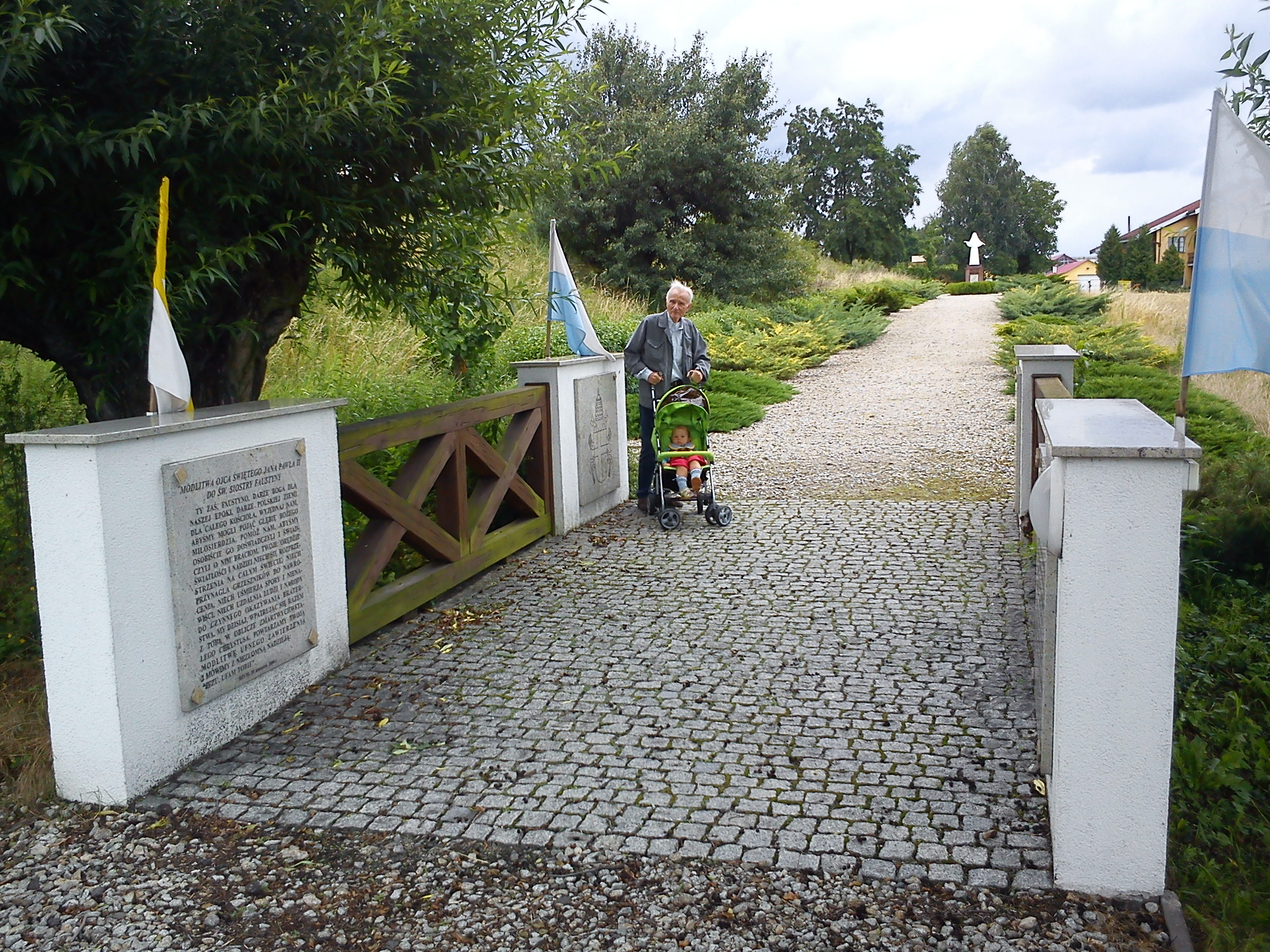
Mostek papieski

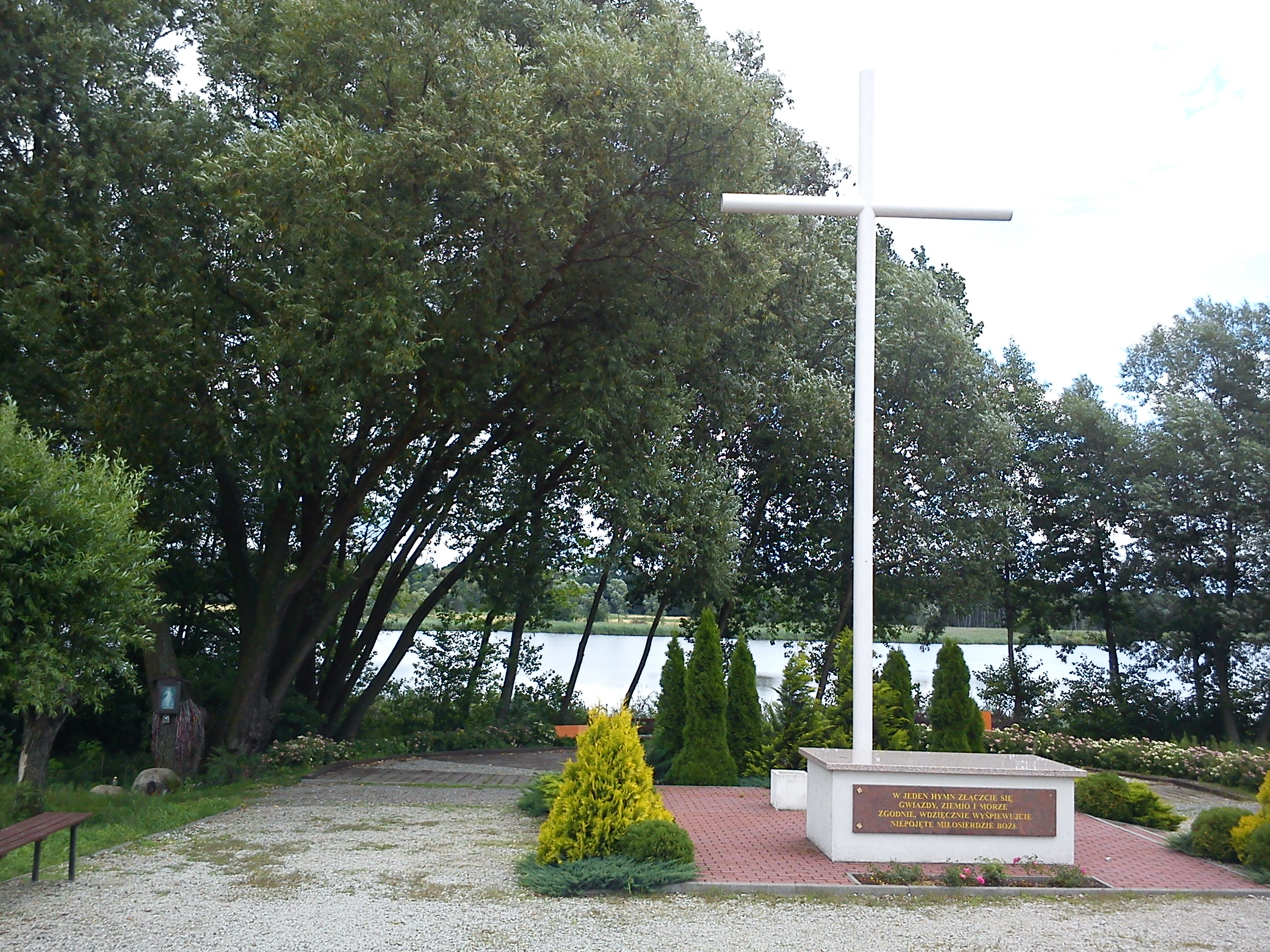
Ołtarz nad jeziorem

Droga Świętej Faustyny w Kiekrzu – krótki szlak spacerowy o charakterze medytacyjno-modlitewnym, zlokalizowany w Kiekrzu, w pobliżu granicy Poznania. Częściowo pokrywa się z terenem cmentarzyska z epoki brązu i żelaza.

## Charakterystyka
Ścieżki szlaku znajdują się na południe od ul. Polnej w Kiekrzu, bezpośrednio nad brzegiem jeziora Kierskiego Małego i mają kształt spłaszczonej litery U. Założenie powiązane jest z położonym w pobliżu klasztorem Zgromadzenia Sióstr Matki Bożej Miłosierdzia. Droga upamiętnia pobyt w Kiekrzu św. Faustyny Kowalskiej, który miał miejsce latem 1929. Św. Faustyna przyjechała tu 7 lipca 1929, jako młoda wówczas siostra zakonna, w ramach zastępstwa za inną, chorą zakonnicę – Modestę Rzeczkowską. W zbliżonym okresie odwiedziła także Wilno i Warszawę.
Pobyt w Kiekrzu trwał kilka tygodni. Oprócz codziennych zajęć gospodarczych św. Faustyna oddawała się także praktykom medytacyjnym na ścieżkach nad jeziorem Kierskim Małym. Pewnego lipcowego dnia, nad brzegiem jeziora, przy jednym ze starszych drzew, doznała objawienia, które opisała następnie w swoim Dzienniczku: Kiedy byłam w Kiekrzu, aby zastąpić jedną z sióstr na krótki czas, w jednym dniu po południu poszłam przez ogród i stanęłam nad brzegiem jeziora, i długą chwilę zamyśliłam się nad tym żywiołem. Nagle ujrzałam przy sobie Pana Jezusa, który mi rzekł łaskawie: "To wszystko dla ciebie stworzyłem, oblubienico Moja, a wiedz o tym, że wszystkie piękności niczym są w porównaniu z tym, co ci przygotowałem w wieczności". Dusza moja została zalana tak wielką pociechą, że pozostałam tam do wieczora, a zdało mi się, że jestem krótką chwilę. Dzień ten miałam wolny i przeznaczony na jednodniowe rekolekcje, więc miałam zupełną swobodę oddać się modlitwie.
W początkach XXI wieku, z inicjatywy lokalnych Sióstr Miłosierdzia, postanowiono zrekonstruować szlak, który przebywała Faustyna Kowalska w 1929, w ramach codziennych modlitw. 5 października 2005 arcybiskup Stanisław Gądecki poświęcił gotowe założenie, na które składają się:
- wysypana żwirem ścieżka, wyposażona w ławki, zieleń parkową i małą architekturę,
- tablice informacyjne i porządkowe,
- figura św. Faustyny na cokole z napisem Święta Faustyno oręduj za nami,
- most Jana Pawła II z tablicami pamiątkowymi,
- głaz pamiątkowy Jana Pawła II,
- droga krzyżowa z głazów,
- ołtarz polowy z wysokim, metalowym krzyżem i tablicą z napisem: W jeden hymn złączcie się gwiazdy, ziemio i morze zgodnie, wdzięcznie wyśpiewujcie niepojęte Miłosierdzie Boże,
- drzewo, przy którym nastąpiło objawienie w 1929 (na drzewie umieszczono drewnianą kapliczkę z wizerunkiem Miłosierdzia Bożego, a pień obwieszony jest licznymi różańcami),
- 33 wierzby, pamiętające okres wizyty św. Faustyny w Kiekrzu.

Ponadto w pobliskim klasztorze znajduje się Pokój pamiątek z czasów św. Faustyny, który przybliża realia życia zakonnego w Kiekrzu w latach 20. XX wieku.